# Azul da prússia
O azul da prússia ou azul prussiano (em alemão: Preußisch Blau ou Berliner Blau - azul berlinês) é um pigmento de cor azul escura muito empregado em pintura, tingimento de tecidos e no processo de impressão fotográfica de plantas conhecido como cópia heliográfica (blueprint em inglês). Sua produção, no entanto, pode vazar cianeto.
Possui diversos nomes químicos, alguns deles são: ferrocianeto de ferro (III), ferrocianeto férrico, hexacianoferrato (II) de ferro (III), e hexacianoferrato férrico. É muito comum que se denomine abreviadamente como PB. Possui uma fórmula abreviada como: Fe7N18C18.

## História

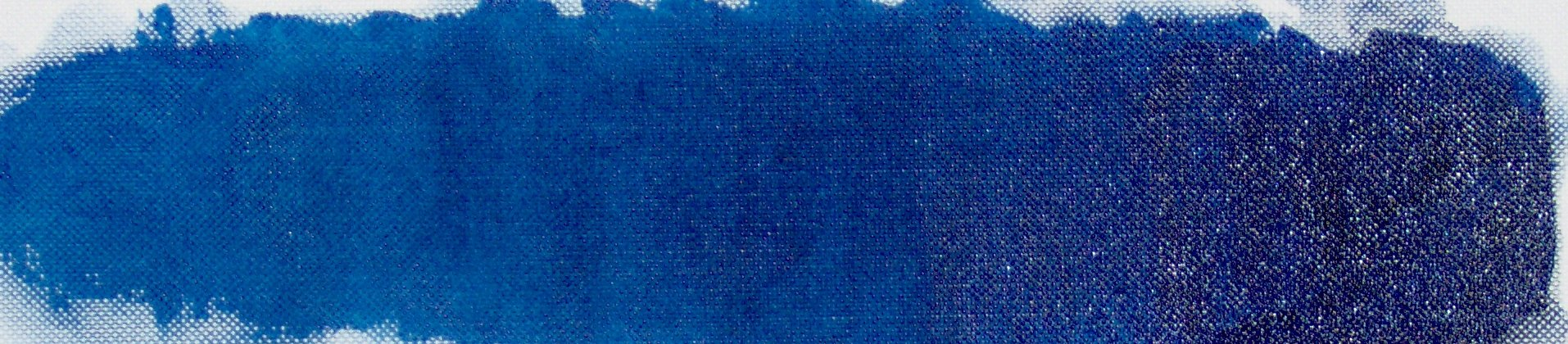
Um exemplo da coloração azul da prússia

O azul da prússia foi descoberto por acidente. Em 1704, em Berlim, o químico e pintor Heinrich Diesbach tentava produzir um pigmento vermelho, mas devido ao uso de uma porção impura de carbonato de potássio o pigmento tornou-se azul.
A porção contaminada foi cedida da Diesbach por Johann Conrad Dippel. Ambos trabalharam mais na receita do pigmento azul e se mudaram para Paris, onde produziram o pigmento sobre o nome de azul parisiense. A receita era um segredo de negócio, mas em 1724 tornou-se conhecida. Químicos ingleses passaram a produzir o produto e vendê-lo sob o nome de Prussian blue, isto é, "azul da Prússia" por ser o colorante empregado no tingimento dos tecidos dos uniformes militares prussianos.

## Produção
PB, tal como usado em tintas, é preparado por adição de uma solução contendo cloreto de ferro (III) a uma solução de ferrocianeto de potássio. Durante o curso da adição, a reação é visível e a solução muda de cor imediatamente para a tonalidade característica do PB.
- Uma metodologia laboratorial de produção de azul da prússia.

Colocar em um tubo de ensaio ou noutro recipiente de vidro adequado, solução de cloreto férrico em água (por exemplo, a 10% em peso), e adicionar igual quantidade de ferrocianeto de potássio dissolvido em água. Filtrar em papel de filtro, lavar com água destilada e colocar numa estufa para secar.

## Na Cultura Popular
A banda nazi-teen Prussian Blue adotou este nome, segundo algumas versões, baseada em negadores do Holocausto, que se justificam pela ausência deste pigmento nas câmaras de gás nazistas.